# Eduard Wüstenfeld
Eduard Wüstenfeld (* 5. Dezember 1831 in Heidelberg; † 21. Februar 1923) war ein deutscher Reichsgerichtsrat.
Er studierte in Göttingen, Heidelberg und Berlin.
Im Juli 1854 wurde der Badener Wüstenfeld vereidigt. 1864 wurde er Kreisgerichtsassessor. Ein Jahr später erfolgte die Ernennung zum Kreisgerichtsrat. 1877 wurde er Oberhofgerichtsrat und 1879 Oberlandesgerichtsrat. 1886 wurde er an das Reichsgericht berufen. Zunächst kam er für 2 ½ Monate in den I. Strafsenat und dann in den II. Zivilsenat. 1904 ging er in den Ruhestand.

## Belege
1. ↑  Gustav Toepke [Hrsg.]: Die Matrikel der Universität Heidelberg (6. Teil): Von 1846 - 1870 ; nebst e. Anh.: 1. Vorschriften über Immatriculation 1805 - 1868 ; 2. Verz. d. Rect. u. Prorect. 1669-1870, Heidelberg, 1907, S. 117, 155.

| Personendaten    | Personendaten               |
| ---------------- | --------------------------- |
| NAME             | Wüstenfeld, Eduard          |
| KURZBESCHREIBUNG | deutscher Reichsgerichtsrat |
| GEBURTSDATUM     | 5. Dezember 1831            |
| GEBURTSORT       | Heidelberg                  |
| STERBEDATUM      | 21. Februar 1923            |